# Atlantis Diesel Engines
Atlantis Diesel Engines (Pty) Ltd (abgekürzt ADE) war ein Unternehmen, das in  Südafrika Dieselmotoren herstellte und 1978 als Reaktion auf das von der UN 1977 verhängte verbindliche Waffenembargo gegründet wurde. 1999 wurde es von DaimlerChrysler übernommen und in Atlantis Foundries umbenannt. Atlantis Foundries wiederum wurde 2015 von Daimler Benz an die Neue Halberg-Guss GmbH verkauft.

## Geschichte
In Folge von weiteren Menschenrechtsverletzungen und Waffenimporten durch das Apartheid-Regime seit dem März 1960, verkündeten die UN-Vollversammlung und der UN-Sicherheitsrat mehrere Resolutionen auf freiwilligen Verzicht von Waffenexporten an Südafrika. Als dies nicht befolgt wurde, verhängte die UN im November 1977 ein verbindliches Waffenembargo mit der Resolution 418.

### Ab 1979
Als eine Reaktion auf das Embargo verfügte das Apartheid-Regime u. a.im Jahr 1979 auch die Gründung von ADE der staatlichen Industrial Development Corporation als halbstaatliches Unternehmen. In Kapstadts Coloured-Township Atlantis produzierte es in Lizenz der Perkins Engines und des am Unternehmen beteiligten Daimler-Benz-Konzerns Dieselmotoren, die in Südafrika einen hohen Marktanteil erreichten.
1978 hatte der DaimlerChrysler eine Lizenz für Dieselmotoren an die ADE vergeben und 12,5 % der Aktienanteilen erworben. Das Unternehmen stellte großvolumige Diesel-Motoren her und 1984 hatten Dieselmotoren von ADE einen Marktanteil von rund 80 % erreicht. Neben Nutzfahrzeugen für kommerzielle und landwirtschaftliche Zwecke, wurden die Dieselmotoren auch für die South African Defence Force (SADF) in ihren Militärfahrzeugen Daimler alias „ADE“-Motoren eingebaut, darunter waren Ratel (Schützenpanzer), Buffel, Casspir, Militärtransport-LKW der Firma SAMIL und weitere Militärtransport-Fahrzeuge. Des Weiteren entwickelte ADE einen Dieselmotor für den Panzerwagen Eland Mark 7 DT, der auch exportiert wurde. Ausgestattet mit ADE-Moteren, waren ferner der gepanzerte Truppentransporter Blesbok und der gepanzerte Duiker.

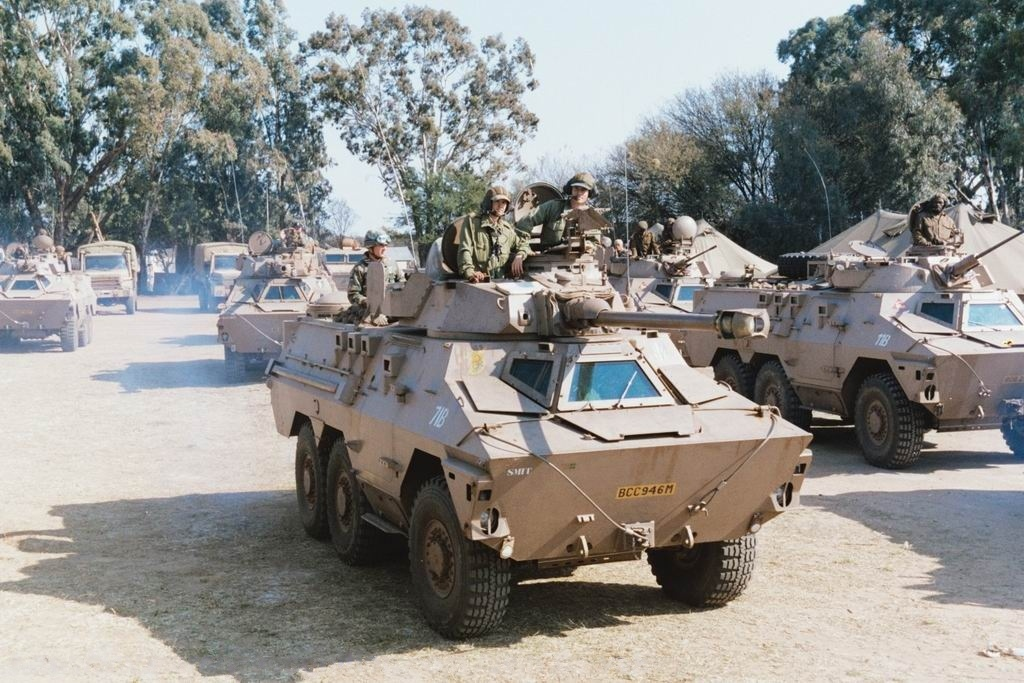
Ratel 90
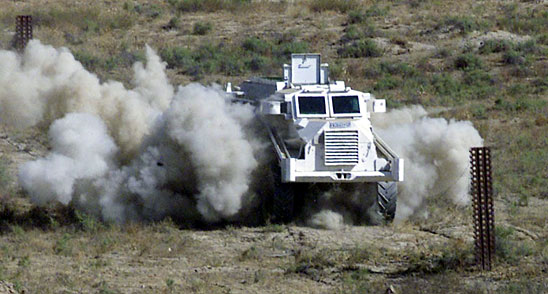
Casspir
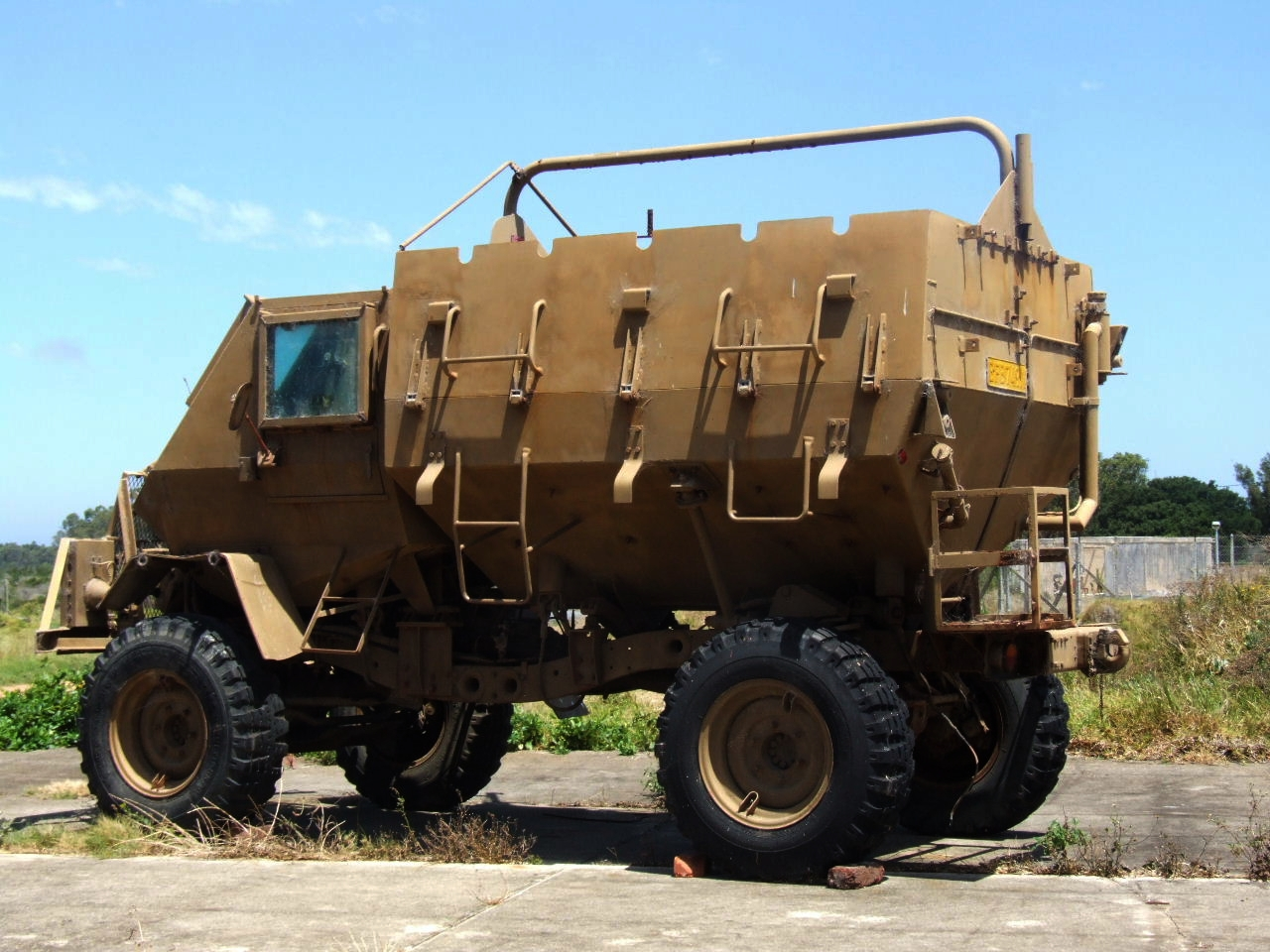
Buffel
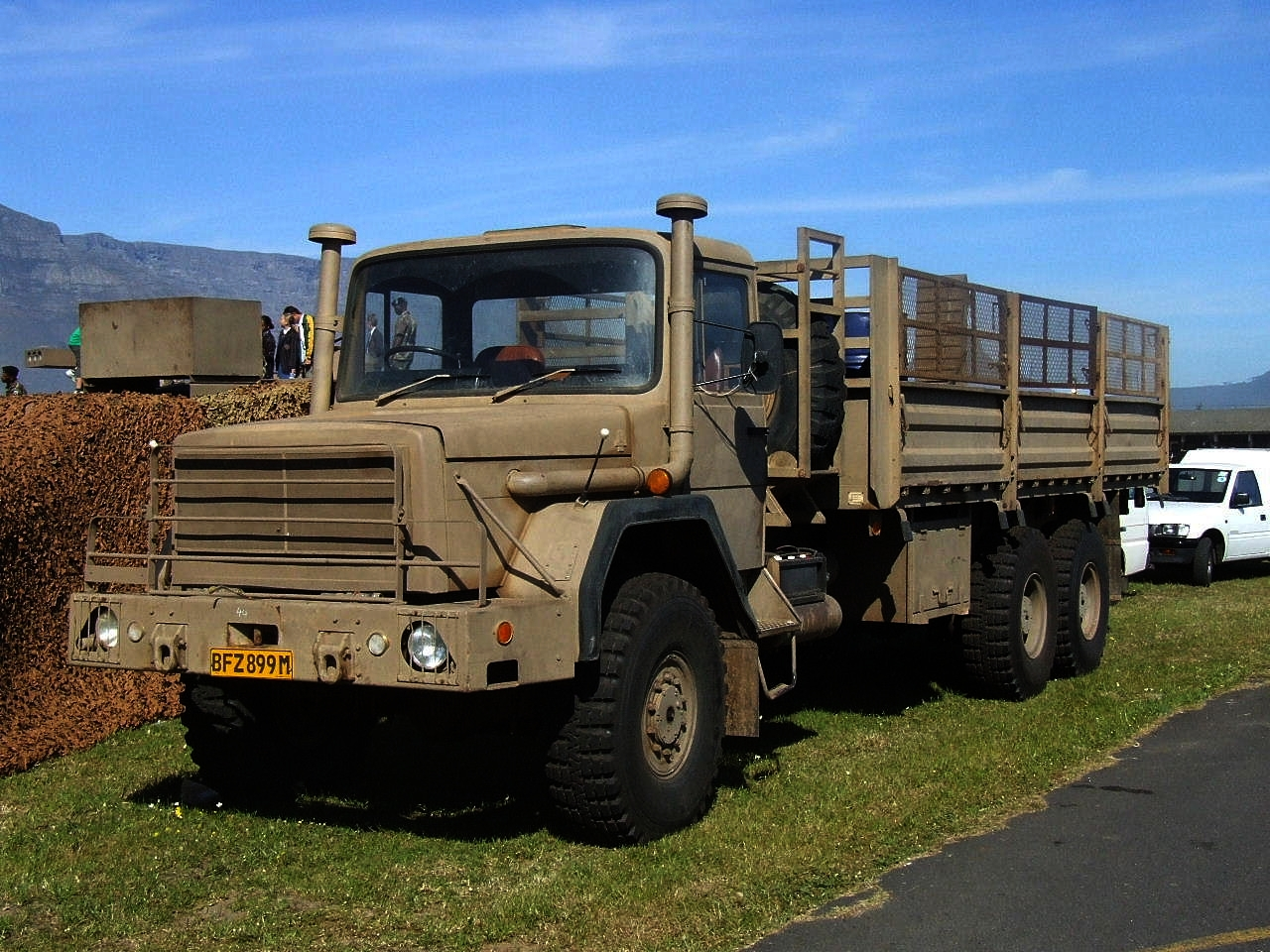
SAMIL 100

Klagen
Im Zusammenhang mit der Kooperation des Daimler-Benz-Konzerns mit dem Apartheid-Reginme lief in den USA ein Verfahren gegen die Daimler AG und weitere Unternehmen. Das freiwillige Waffenembargo 1963 und das verpflichtende Waffenembargo vom November 1977 waren für alle und auch für die internationalen und nationalen Unternehmen unübersehbar; gleiches galt auch die Wirtschaftssanktionen von 1986. Die Unternehmen, die mit dem Apartheid-Staat profitable Geschäfte machten, wussten, was sie taten und waren damit zu Helfershelfern eines kriminellen Systems geworden.
Die Klägerparteien Khulumani und Ntsebaza und Digwamaje reichten bei einem US-Bezirksgericht in New York mit weiteren Mitklägern gegen den DaimlerChrysler-Konzern Klage ein – darunter war damit auch ADE. Es handelte sich um Klagen wegen Völkermord, Menschenrechtsverletzungen und Kriegsverbrechen. Damit war hinsichtlich DaimlerChrysler und auch für ABE juristisch zu klären, ob die Klage zugelassen werden konnte, weil die Polizei von Fahrzeugen, die von DaimlerChrysler und ADE-Dieselmotoren angetrieben wurden, auf Demonstranten geschossen hatte. Das zuständige US-Gericht ließ die Verhandlung zu, wollte aber die Entscheidung in einer anderen Klage berücksichtigen, in der nigerianische Klageführende den Mineralöl-Konzern Shell angeklagt hatten, weil die Fahrzeugmotoren von denen Menschenrechtsverletzungen in Nigeria ausgingen, mit Öl von Shell befüllt gewesen waren.
In den Jahren 2002 und 2003 waren bereits Klagen gegen mehrere internationale Konzerne erhoben worden, die teilweise abgewiesen wurden. Das US-Bezirksgericht ließ zu, dass neben der Verhandlung gegen DaimlerChrysler, Klagen gegen General Motors, Ford, Rheinmetall und IBM fortführt werden konnten. Am 8. April 2009 wurde die Klage gegen DaimlerChrysler am US-Bezirksgericht abgewiesen; weitere Einsprüche und auch eine Petition in 2016 wurden ebenfalls abgewiesen.
Bei einer Verurteilung wäre DaimlerChrysler bzw. ADE des Völkermords, zahlreicher Menschenrechtsverletzungen wie Folter usw. und Kriegsverbrechen schuldig gesprochen worden.
Die Südafrikaner, die ihr Leben im Kampf gegen das rassistische Apartheidregime riskierten, werfen dem Unternehmen DaimlerChrysler vor, durch die Lieferung von Fahrzeugen und Maschinen an Polizei und Militär Beihilfe zu schweren Menschenrechtsverletzungen geleistet zu haben. Die südafrikanische Selbsthilfegruppe Khulumani fordert die Anerkennung des begangenen Unrechts und Entschädigungszahlungen von DaimlerChrysler.
Zum Day of Reconciliation (Südafrikanischen Versöhnungstag) am 16. Dezember 2010, der seit 1995 in Südafrika als nationaler Feiertag begangen wird, überreichten Menschenrechtsaktivisten im Rahmen einer Kampagne Daimler – Star of the Apartheid, mehrere Tausend Protest-Unterschriften vor den Werkstoren in der Mercedesstraße in Stuttgart an einen Daimler-Betriebsrat, der Daimler-Konzernvorstand hatte sich geweigert sie entgegenzunehmen. Ein Betriebsrat im Daimler-Werk Untertürkheim, sagte hierzu: „Diese Haltung des Daimler-Vorstands ist nicht akzeptabel. Die Bilder der militärisch aufgerüsteten Daimler-Unimogs, die in den Townships sogar gegen demonstrierende Schüler eingesetzt wurden, sind nicht vergessen. Der Konzern muss sich seiner Verantwortung für diese Unterstützung des Apartheidregimes stellen!“

### Ab 1999
Die südafrikanischen Geschäfte des Daimler-Benz-Konzerns, der dort ab Mitte der 1980er Jahre unter Mercedes-Benz of South Africa (Pty) firmierte, leitete während der Apartheid unter anderem Jürgen Schrempp. Nach dem Ende der Apartheid stieg er zum Vorstandsvorsitzenden der (deutschen) Daimler-Benz AG und der DaimlerChrysler AG auf, während die ADE Ende der 1990er die Herstellung von Lkw- und Industriemotoren einstellte und fast alle ihre Angestellten entließ.
1999 wurde das Unternehmen von Daimler Chrysler mit 555 Beschäftigen übernommen. Einem Artikel der Cape Business News zufolge war Anfang 2001 die einzige Tätigkeit der ADE die Verpachtung früher selbst genutzten Grundbesitzes. Die Daimler AG verkaufte Atlantis Foundries im Jahr 2015 an die Neue Halberg-Guss GmbH mit Gusswerken in Saarbrücken und Leipzig. Halberg-Guss wurde 2020 insolvent.

## Weiterführende Literatur
- Abschnitt „DaimlerChrysler AG“ in „Auszüge aus der so genannten Hausfeld-Klage“ (PDF; 26 kB), 30. Juli 2003, auf Koordination Südliches Afrika